# Unternehmen Teutonenschwert
Unternehmen Teutonenschwert ist ein Kompilationsfilm aus der Reihe Archive sagen aus des DEFA-Studios für Wochenschau und Dokumentarfilme von Annelie Thorndike und Andrew Thorndike aus dem Jahr 1958.

## Inhalt
Am 13. Oktober 1934 wird der Außenminister Frankreichs Louis Barthou in Paris zu Grabe getragen, fünf Tage später fand die Beerdigung des Königs von Jugoslawien Alexander I. in Belgrad statt. Beide kamen durch ein Attentat am 9. Oktober 1934 in Marseille ums Leben. Hinter dem Sarg des Königs lief auch Hermann Göring, zu dieser Zeit der zweite Mann hinter Adolf Hitler in Deutschland, der die tiefsten Beileidsbekundungen seines Führers überbracht hat und der in seinem Tresor die Liste der wahren Helfer und Helfershelfer an diesem Mord, unter dem Titel Unternehmen Teutonenschwert, verwahrte.
Adolf Hitler war im ersten Jahr an der Macht. Heer, Kriegsmarine, Luftwaffe und SS waren noch nicht voll einsatzfähig, weshalb er in seinen Reden vorrangig von Frieden und Nachbarschaft in Europa sprach. Er ahnte nicht, dass einige der Gespräche mit den engsten Vertrauten auf dem Obersalzberg an die Öffentlichkeit kommen könnten, die Hermann Rauschning in seinem Buch Gespräche mit Hitler nach seinem Bruch mit Hitler veröffentlichte. Hier kam zur Sprache, wie Hitler seinen Herrschaftsbereich, auch mit kriegerischen Mitteln, ausweiten wollte. Louis Barthou ahnte davon und wollte mit der Kleinen Entente die Beschränkung Deutschlands auf sein eigenes Gebiet durchsetzen, weshalb er in den dazugehörigen Ländern Gespräche führte und dafür sorgte, dass der jugoslawische König zum Staatsbesuch eingeladen wurde.
Um diese Kleine Entente zu vermeiden, setzte Göring am 1. September 1934 ein Geheimschreiben an den Gehilfen des Militärattachés bei der deutschen Botschaft in Paris, Herrn Hauptmann Dr. Speidel, den heutigen General der NATO-Landstreitkräfte in Mitteleuropa, auf. In diesem Schreiben wird Hans Speidel mit der Organisation des Unternehmen Teutonenschwert beauftragt, der den Auftrag am 3. Oktober 1934, mit Angaben zum Ort und Datum der Durchführung, bestätigt. Die Ermordung von Louis Barthou und Alexander I., bei der Ankunft des Königs in Marseille, wird durch französische Kameraleute festgehalten.
Durch diese Aktion empfahl sich Speidel für die aktive Mitarbeit im Nachrichtendienst der Wehrmacht bei Admiral Wilhelm Canaris, was durch eine eidesstattliche Erklärung des Generals Rudolf Bamler bestätigt wurde. Im Sommer 1939 wurde Speidel zum Militärattaché in Madrid ernannt, was bewies, dass er für eine Schlüsselposition im deutschen Geheimdienst vorgesehen war. Doch da konnte er nicht bleiben, denn als Frankreichexperte wurde er in Paris benötigt, das durch die Wehrmacht besetzt wurde. Er entwarf den Text für das Waffenstillstandsabkommen und nahm seinen Dienstsitz für die nächsten 600 Tage im Schloss Fontainebleau bei Paris. Hier arbeitete er die Befehle und Erlasse aus, mit denen Frankreich regiert wurde und berichtete seinen Vorgesetzten über die Maßnahmen, die an Juden und Kommunisten durchgeführt wurden, wozu auch Erschießungen und Deportationen gehörten.
Im Frühjahr 1942 trat Speidel seine Arbeit im Osten an. Hier war er Chef des Generalstabs des V. Armeekorps, später der 8. Armee mit maßgebenden Anteilen an den erfolgten Entschlüssen. So war er Generalleutnant geworden und Hitler persönlich hat ihm das Ritterkreuz des Eisernen Kreuzes überreicht. Im April 1944 wurde Hans Speidel Generalstabschef der Heeresgruppe B unter deren Oberbefehlshaber Erwin Rommel. Diesem wurde vorgeworfen, an den Vorbereitungen zum Attentat vom 20. Juli 1944 beteiligt gewesen zu sein, weshalb er sich mit Gift das Leben nahm. Rommels Sohn Manfred Rommel veröffentlichte ein Jahr nach dem Staatsbegräbnis seines Vaters im Südkurier eine eidesstattliche Erklärung zum Tod seines Vaters. Darin erklärte er, dass dessen früherer Generalstabschef Generalleutnant Speidel, der wenige Wochen vorher verhaftet worden war, ausgesagt hätte, Rommel wäre führend am 20. Juli 1944 beteiligt gewesen. Diese Aussage rettete Speidel und kostete Rommel das Leben.
Der Generalleutnant Hitlers wurde der Vier-Sterne-General der NATO und ist auf dem Höhepunkt seiner Karriere. Zum zweiten Mal zieht er in das Schloss Fontainebleau bei Paris ein.

## Produktion

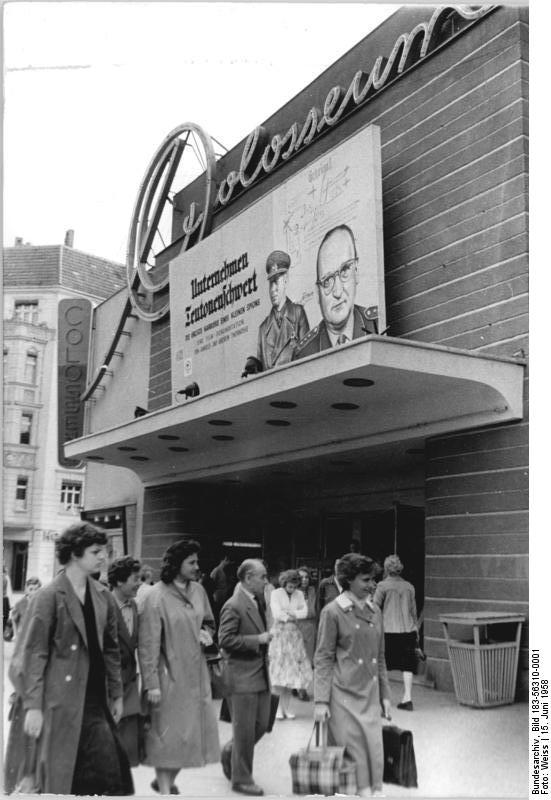
Kino Colosseum am 15. Juni 1958 mit Werbung für Unternehmen Teutonenschwert

Die historische Beratung kam von Karl Raddatz, der Kommentar wurde von Günther Rücker geschrieben.
Unternehmen Teutonenschwert wurde als Schwarzweißfilm erarbeitet und hatte als zweiter Film der Reihe Archive sagen aus seinen Kinostart in der DDR am 6. Juni 1958. Zuvor wurde der Film bereits am 19. Mai 1958 in Anwesenheit des Botschafters der DDR im Hotel Warszawa in Warschau (Volksrepublik Polen) uraufgeführt.
Am 6. August 1959 wurde der Film das erste Mal vom Deutschen Fernsehfunk ausgestrahlt.

## Hintergrund
Bereits kurze Zeit nach der Ernennung von Speidel zum Oberbefehlshaber der NATO-Landstreitkräfte in Mitteleuropa und zum Vier-Sterne-General der Bundeswehr im April bzw. Juni 1957 setzte in der DDR eine Kampagne gegen ihn ein. Am 18. Juli 1957 präsentierte das Mitglied des Präsidiums des Nationalrats der Nationalen Front des demokratischen Deutschland Hans Seigewasser bei einer Pressekonferenz des Presseamts beim Ministerpräsidenten der DDR die vermeintlichen Beweise gegen Speidel. Bereits kurze Zeit später entlarvte das Nachrichtenmagazin Der Spiegel die vorgelegten Dokumente als Fälschungen.
Die vorgelegten Dokumente benutzten die Thorndikes 1958 für ihren Film. Als die englische Fassung Operation Teutonic Sword in Großbritannien aufgeführt werden sollte, versagte das British Board of Film Classification die Zulassung. Aufgrund einer mit knapper Mehrheit ergangenen Entscheidung des Londoner Stadtrats wurde der Film schließlich doch in der britischen Hauptstadt aufgeführt. Speidel strengte daraufhin einen Prozess gegen die Verleihfirma Plato Films Ltd. an, die der Communist Party of Great Britain nahestand. Die Partei ersuchte die SED um Unterstützung, die sich daraufhin an den Prozesskosten beteiligte, letztendlich aber einräumen musste, dass ihr keine Originaldokumente vorliegen. General Speidel gewann den Prozess 1962, da die Echtheit der Dokumente nicht nachgewiesen werden konnte.

## Rezeption
Durch eine Verfügung der stellvertretenden Ministerin für Volksbildung Gertrud Bobek vom 18. Juni 1958 wurde der Besuch des Films für alle Schüler der Klasse 7 bis 12 der allgemeinbildenden Schulen und der Berufsschulen sowie für Absolventen der Lehrerbildungseinrichtungen für obligatorisch erklärt.

### Kritik
In der Kritik der Neuen Zeit schrieb –rz:

„Hier ist mit Fleiß und Geschick ein überraschend reichhaltiges Bildmaterial zusammengetragen, Fotos, Filmausschnitte, Zeitungsabbildungen, Originaldokumente schließlich aus dem Goebbelsschen Geheimarchiv. Ein Porträt entstand, historisch getreu: der Lebensweg eines Mannes, der als kleiner Spionageoffizier von Hitlers Gnaden begann, dessen Karriere durch Attentate, Königsmord, Geiselerschießungen, Denunziation und Mordbrennerei gekennzeichnet ist und der heute Oberbefehlshaber der NATO - Landstreitkräfte in Mitteleuropa ist. Es ist Dr. Hans Speidel, ein Biedermann im Soldatenrock, ein Herr mit .gepflegten Manieren, ein ‚Bürger - General‘ wie aus der Heeresdienstvorschrift – und doch ein Verbrecher! Dieser Film beweist es, lückenlos und folgerichtig.“

In der Berliner Zeitung äußerte Hochschulprediger Gerhard Kehnscherper wie folgt:

„Den Film Teutonenschwert kann man nicht sehen, wie man sonst einen Film sieht: zur Unterhaltung, zur Belehrung, zur Freude an der Kunst der Darsteller und zum kritischen Gespräch. Dieser Film greift ans Gewissen und fordert unmittelbar eine sittliche Entscheidung. (…) An den Tatsachen des Filmes [jedoch] kann niemand vorübergehen. Diese Dokumente und eidesstattlichen Erklärungen werden in Frankreich, in Norwegen, in Dänemark und Ägypten ihre Wirkung tun. Dieser Film wird aber auch die Gewissen der Menschen in den Ländern wachrufen, die durch eine imperialistische Regierung behindert werden, die Wahrheit zu erkennen.“

In der bundesdeutschen Wochenzeitung Die Zeit beginnt Erika Müller ihren Bericht über diesen Film wie folgt:

„In der Zone und in den Ostblockstaaten läuft seit geraumer Zeit der Defa-Dokumentarfilm ‚Unternehmen Teutonenschwert‘, durch den die Ostberliner Machthaber beweisen wollten, General Speidel, der Befehlshaber der NATO-Streitkräfte in Mitteleuropa, sei der Organisator des Mordes an dem jugoslawischen König Alexander und dem französischen Außenminister Barthou gewesen. Der Film bedient sich zu diesem Zwecke dreier Dokumente, deren Echtheit bei ihrem ersten Erscheinen im Jahre 1957 bereits vielfach und mit guten Gründen angezweifelt wurde.“

Da diese Kritik von der Länge her den Rahmen dieses Artikels sprengen würde, jedoch nur im Ganzen weiterführend ist, ist sie als Weblink komplett nachzulesen.
Die ebenfalls bundesdeutsche Zeitschrift Der Spiegel schreibt über diesen Film:

„‚Unternehmen Teutonenschwert‘ gehört in die Reihe der sogenannten Dokumentarfilme, mit denen die Machthaber der DDR prominente Bundesrepublikaner als Nazis, Kriegshetzer und Verbrecher zu entlarven suchen. Der absonderliche Name, so erläuterte die Ostberliner Wochenzeitung "Sonntag", sei ‚die Tarnbezeichnung für einen politischen Doppelmord (gewesen), der von Speidel im Auftrage Hitlers und Görings inszeniert wurde‘.“

Ein großer Teil dieses Artikels beschäftigt sich mit den tatsächlichen Attentätern von Marseille und dem Verbot, den Film in London aufzuführen. Er ist ebenso vollständig als Weblink aufzurufen.

## Publikation
- Andrew Thorndike, Annelie Thorndike, Karl Raddatz: Die große Karriere eines kleinen Spions. Verlag des Ministeriums für Nationale Verteidigung, Berlin 1959.

## Auszeichnungen
- 1958: XI. Internationale Filmfestspiele Karlovy Vary: Erster Hauptpreis[11]
- 1958: Heinrich-Greif-Preis 1. Klasse: Annelie Thorndike und Andrew Thorndike für Unternehmen Teutonenschwert[12]